# پاین گروو میلز (پنسیلوانیا)
پاین گروو میلز (به انگلیسی: Pine Grove Mills) یک منطقهٔ مسکونی در ایالات متحده آمریکا است که در شهرستان سنتر، پنسیلوانیا واقع شده‌است. پاین گروو میلز ۶٫۴۹ کیلومتر مربع مساحت و ۱٬۵۰۲ نفر جمعیت دارد و ۳۹۶٫۲۴ متر بالاتر از سطح دریا واقع شده‌است.